# Elecciones provinciales de La Rioja (Argentina) de 2015
Las elecciones generales de la provincia de La Rioja de 2015 se llevaron a cabo el 5 de julio del mencionado año con el objetivo de elegir al Gobernador y Vicegobernador para el período 2015-2019, y a 20 de los 36 legisladores provinciales. Se renovaron asimismo dieciocho intendencias y sus respectivos Consejos Deliberantes. Los cargos electos tendrían un mandato de cuatro años, en vigor por el período 2015-2019.
El 17 de mayo de 2015 se cerró la inscripción de listas para gobernadores. Habiendo ejercido ya dos veces consecutivas el cargo desde 2007, el gobernador incumbente, Luis Beder Herrera, perteneciente al Partido Justicialista (PJ) y apoyado por la coalición oficialista a nivel nacional, el Frente para la Victoria (FPV), estaba constitucionalmente impedido para presentarse a la reelección. Por lo tanto, en su lugar se presentó el vicegobernador saliente, Sergio Casas,con Néstor Bosetti como compañero de fórmula. La elección se polarizó notoriamente entre la fórmula kirchnerista y el frente Fuerza Cívica Riojana, alianza distrital que apoyaba a la coalición nacional Cambiemos. Sus candidatos eran Julio Martínez, de la Unión Cívica Radical (UCR); para gobernador e Ismael Bordaragay, de un sector disidente del justicialismo para vicegobernador. Ante una alta posibilidad de que la oposición, agrupada en Fuerza Cívica Riojana, obtuviera buenos resultados, el candidato presidencial del FPV, Daniel Scioli, realizó una gira por La Rioja a principios de la campaña y convenció a varios líderes peronistas de unificarse tras la candidatura de Casas.
Tras finalizar la votación, al publicarse los primeros sondeos por boca de urna, tanto Casas como Martínez se declararon ganadores. Mientras que desde 1983 el justicialismo ha dominado prácticamente en su totalidad la vida política de La Rioja, Casas obtuvo una victoria considerada "ajustada" para los estándares habituales, con un 56.74% de los votos contra el 40.70% de Martínez, una diferencia más de treinta puntos menor que la obtenida por Herrera en 2011. El alto nivel de polarización entre ambos candidatos se plasmó en que ninguna otra fórmula superó el 0.60% de los votos, y los dos candidatos recibieron, juntos, el 97.44% de los votos. La participación fue del 78.22% del electorado registrado. Casas fue juramentado como gobernador el 10 de diciembre de 2015, al mismo tiempo que los legisladores electos.

## Antecedentes
Desde la irrupción del peronismo o justicialismo en la vida política de la Argentina, la provincia de La Rioja fue generalmente un bastión tradicional del Partido Justicialista (PJ), superando el 70% de los votos en las elecciones que disputó dicha formación entre 1951 y 1973. Tras la recuperación de la democracia, en 1983, la provincia fue hegemonizada por el justicialismo con los gobiernos electos de Carlos Menem (1983-1989), que después fue elegido presidente de la Nación provocando una sucesión de gobiernos interinos (1989-1991); Bernabé Arnaudo (1991-1995); Ángel Maza (1995-2007); y Luis Beder Herrera (2007-2015). En ninguna de las elecciones realizadas durante este período el justicialismo riojano enfrentó una oposición seria, triunfando por lo general en todos los departamentos. Para las elecciones de diputados provinciales La Rioja empleó un sistema electoral que combinaba el escrutinio mayoritario uninominal y la representación proporcional.  Las aspiraciones reeleccionistas de varios gobernadores provinciales, siendo el último Ángel Maza en 2006, llevaron a que la provincia fuera también calificada como "feudal".
Ante las presiones legislativas, Maza fue destituido en marzo de 2007, siendo reemplazado por su vicegobernador Luis Beder Herrera, el cual sería elegido más tarde para un mandato completo. A partir de 2008, el gobierno de Beder Herrera impulsó varios cambios políticos dentro de la provincia, iniciando con una reforma de la constitución provincial que abolió la reelección indefinida y estableció un límite de dos mandatos para el gobernador, así como un aumento de la proporcionalidad legislativa (aunque el sistema electoral continuara beneficiando a los partidos mayoritarios). En 2011, contando el período anterior como primer mandato constitucional, Beder Herrera fue reelegido con más de dos tercios de los votos, con la prohibición constitucional de volver a presentarse en 2015.
La oposición provincial estuvo dominada por la Unión Cívica Radical. Al igual que en varias de las provincias del norte argentino, en La Rioja el sistema bipartidista entre el peronismo y el radicalismo sobrevivió a las sucesivas debacles electorales de la UCR en la década de 1990 y a la crisis de 2001, que llevó al colapso del bipartidismo en el resto del país. En 2011, el segundo candidato más votado detrás de Beder Herrera fue Julio Martínez, radical, apoyado por una coalición conocida como Frente Cívico para el Cambio, que luego pasaría a denominarse "Fuerza Cívica Riojana" o FCR. En las elecciones primarias, abiertas, simultáneas y obligatorias de 2013, la FCR obtuvo un estrecho triunfo en la provincia, aunque posteriormente perdió por escasos votos la elección legislativa posterior. A mediados de 2015, de cara a las siguientes elecciones generales, se había conformado el frente Cambiemos a nivel nacional para disputar contra el Frente para la Victoria, integrado en su mayoría por la Propuesta Republicana (PRO), la UCR y la Coalición Cívica ARI como socios mayoritarios. En La Rioja se mantuvo la FCR, pero ahora con el PRO como parte de la alianza.
En el ámbito de los terceros partidos, el Frente de Izquierda y de los Trabajadores (FIT), alianza de orientación trotskista establecida a nivel nacional, se configuró tardíamente en la provincia, dos meses antes de las elecciones gubernativas, tras un acuerdo entre los partidos Izquierda Socialista (IS) y Partido Obrero (PO). El frente presentó a Horacio Pavón, de IS, como su candidato a gobernador, con Luis Scruchi, del PO, como compañero de fórmula. Izquierda Socialista se quedó con la candidatura a la gobernación y a la intendencia capitalina, mientras que el Partido Obrero encabezó todas las listas en Chilecito, la segunda ciudad más poblada de la provincia.

## Reglas electorales

### Cargos a elegir
Los cargos disputados en la elección eran:
- Gobernador y Vicegobernador, en fórmula única por simple mayoría de votos.
- 20 de 36 diputados provinciales por departamento.
- 18 intendentes y viceintendentes municipales, en fórmula única por simple mayoría de votos.
- 148 concejales, por representación proporcional por listas distribuidos mediante Sistema D'Hondt con un umbral del 3% del padrón.

### Renovación legislativa
| Departamento           | Diputados | A renovar | Mandato   |
| ---------------------- | --------- | --------- | --------- |
| Ángel V. Peñaloza      | 1         | 1         | 2015-2019 |
| Arauco                 | 3         | 3         | 2015-2019 |
| Belgrano               | 1         | 1         | 2015-2019 |
| Capital                | 8         | —         | —         |
| Castro Barros          | 1         | 1         | 2015-2017 |
| Chamical               | 3         | 3         | 2015-2019 |
| Chilecito              | 4         | 4         | 2015-2019 |
| Facundo Quiroga        | 1         | —         | —         |
| Famatina               | 1         | 1         | 2015-2019 |
| Felipe Varela          | 3         | —         | —         |
| Independencia          | 1         | 1         | 2015-2019 |
| Lamadrid               | 1         | 1         | 2015-2019 |
| Ocampo                 | 1         | 1         | 2015-2019 |
| Rosario Vera Peñaloza  | 3         | —         | —         |
| San Blas de los Sauces | 1         | 1         | 2015-2019 |
| San Martín             | 1         | 1         | 2015-2019 |
| Sanagasta              | 1         | 1         | 2015-2017 |
| Vinchina               | 1         | —         | —         |
| Total                  | 36        | 20        |           |

## Resultados

### Gobernador y Vicegobernador
El gobernador electo fue el más votado en todos los departamentos de la provincia, excepto en los departamentos Chilecito y Capital.
|  | 56.74 % |

|  | 40.70 % |

|  | 0.58 % |

|  | 0.54 % |

|  | 0.43 % |

|  | 0.29 % |

|  | 0.28 % |

|  | 0.23 % |

|  | 0.21 % |

|  | 94.19 % |

|  | 4.63 % |

|  | 1.18 % |

|  | 100.00 % |

|  | 78.22 % |

### Legislatura
| ← 2013 · Legislatura · 2017 → | ← 2013 · Legislatura · 2017 →                 | ← 2013 · Legislatura · 2017 → | ← 2013 · Legislatura · 2017 → |
| Partido/Alianza               | Partido/Alianza                               | Partido/Alianza               | Bancas                        |
| ----------------------------- | --------------------------------------------- | ----------------------------- | ----------------------------- |
|                               |                                               | Acción Riojana                | 3/20                          |
|                               | Movimiento Norte Grande                       | 3/20                          |                               |
|                               | Frente del Pueblo                             | 3/20                          |                               |
|                               | Frente Justicialista Celeste y Blanco         | 2/20                          |                               |
|                               | Viva La Rioja (VILARI)                        | 2/20                          |                               |
|                               | Movimiento Unidos para el Cambio              | 1/20                          |                               |
|                               | Encuentro por la Democracia y la Equidad      | 1/20                          |                               |
|                               | Lealtad y Dignidad                            | 1/20                          |                               |
|                               | Peronista Sin Fronteras                       | 1/20                          |                               |
|                               | Movimiento Octubres                           | 1/20                          |                               |
|                               | Agrupación Política Municipal Nuevo Sanagasta | 1/20                          |                               |
| Total Frente para la Victoria | Total Frente para la Victoria                 | Total Frente para la Victoria | 19/20                         |
|                               | Convergencia Riojana                          | Convergencia Riojana          | 1/20                          |
| Fuente:                       |                                               |                               |                               |

#### Resultados por departamentos
| Departamento                                         | Partido/Alianza | Partido/Alianza                               | %    | Bancas | Electos                                            |
| ---------------------------------------------------- | --------------- | --------------------------------------------- | ---- | ------ | -------------------------------------------------- |
| Ángel V. Peñaloza 1 Diputado Mandato: 2015-2019      |                 | Movimiento Unidos para el Cambio              | 30,3 | 1/1    | - Juan Florencio Nicolás Bazán                     |
| Ángel V. Peñaloza 1 Diputado Mandato: 2015-2019      |                 | Frente del Pueblo                             | 29,0 |        |                                                    |
| Ángel V. Peñaloza 1 Diputado Mandato: 2015-2019      |                 | Viva La Rioja (VILARI)                        | 21,6 |        |                                                    |
| Arauco 3 Diputados Mandato: 2015-2019                |                 | Encuentro por la Democracia y la Equidad      | 22,3 | 1/3    | - Gustavo Rafael Minuzzi                           |
| Arauco 3 Diputados Mandato: 2015-2019                |                 | Lealtad y Dignidad                            | 17,8 | 1/3    | - Pedro Roberto Luna                               |
| Arauco 3 Diputados Mandato: 2015-2019                |                 | Peronista Sin Fronteras                       | 14,8 | 1/3    | - Ariel Alejandro Leo                              |
| Arauco 3 Diputados Mandato: 2015-2019                |                 | Frente del Pueblo                             | 13,3 |        |                                                    |
| Arauco 3 Diputados Mandato: 2015-2019                |                 | Acción Riojana                                | 13,2 |        |                                                    |
| Belgrano 1 Diputado Mandato: 2015-2019               |                 | Acción Riojana                                | 46,9 | 1/1    | - Juan Tránsito Urbano                             |
| Belgrano 1 Diputado Mandato: 2015-2019               |                 | Convergencia Riojana                          | 21,6 |        |                                                    |
| Belgrano 1 Diputado Mandato: 2015-2019               |                 | Frente del Pueblo                             | 12,8 |        |                                                    |
| Castro Barros 1 Diputado Mandato: 2015-2017          |                 | Viva La Rioja (VILARI)                        | 53,5 | 1/1    | - Marcelo Daniel del Moral                         |
| Castro Barros 1 Diputado Mandato: 2015-2017          |                 | Acción Riojana                                | 33,0 |        |                                                    |
| Castro Barros 1 Diputado Mandato: 2015-2017          |                 | Conv. Riojana                                 | 10,5 |        |                                                    |
| Chamical 3 Diputados Mandato: 2015-2019              |                 | Movimiento Norte Grande                       | 13,3 | 2/3    | - Ramona Dora Rodríguez - Carlos Renzo Castro      |
| Chamical 3 Diputados Mandato: 2015-2019              |                 | Movimiento Octubres                           | 9,9  | 1/3    | - Sergio Daniel Brizuela                           |
| Chamical 3 Diputados Mandato: 2015-2019              |                 | Partido Socialista                            | 5,5  |        |                                                    |
| Chamical 3 Diputados Mandato: 2015-2019              |                 | Encuentro por la Democracia y la Equidad      | 5,4  |        |                                                    |
| Chilecito 4 Diputados Mandato: 2015-2019             |                 | Frente Justicialista Celeste y Blanco         | 30,2 | 2/4    | - Nicolás Lázaro Fonzalida - Jorge Ricardo Herrera |
| Chilecito 4 Diputados Mandato: 2015-2019             |                 | Convergencia Riojana                          | 18,0 | 1/4    | - Jaime Roberto Klor                               |
| Chilecito 4 Diputados Mandato: 2015-2019             |                 | Frente del Pueblo                             | 15,6 | 1/4    | - Eduardo Raúl Andalor                             |
| Chilecito 4 Diputados Mandato: 2015-2019             |                 | Movimiento Nacionalista Constitucional        | 6,4  |        |                                                    |
| Famatina 1 Diputado Mandato: 2015-2019               |                 | Acción Riojana                                | 39,8 | 1/1    | - Adriana del Valle Olima                          |
| Famatina 1 Diputado Mandato: 2015-2019               |                 | Unión Cívica Radical                          | 26,7 |        |                                                    |
| Famatina 1 Diputado Mandato: 2015-2019               |                 | Movimiento de Acción Vecinal                  | 23,1 |        |                                                    |
| Independencia 1 Diputado Mandato: 2015-2019          |                 | Viva La Rioja (VILARI)                        | 34,6 | 1/1    | - Juan de Dios Herrera                             |
| Independencia 1 Diputado Mandato: 2015-2019          |                 | Frente del Pueblo                             | 20,3 |        |                                                    |
| Independencia 1 Diputado Mandato: 2015-2019          |                 | Acción Riojana                                | 17,1 |        |                                                    |
| Lamadrid 1 Diputado Mandato: 2015-2019               |                 | Movimiento Norte Grande                       | 61,8 | 1/1    | - Andrés Guillermo Navarrete                       |
| Lamadrid 1 Diputado Mandato: 2015-2019               |                 | Convergencia Riojana                          | 20,1 |        |                                                    |
| Lamadrid 1 Diputado Mandato: 2015-2019               |                 | Frente del Pueblo                             | 15,1 |        |                                                    |
| Ocampo 1 Diputado Mandato: 2015-2019                 |                 | Acción Riojana                                | 35,1 | 1/1    | - Jorge Hernán Salomón                             |
| Ocampo 1 Diputado Mandato: 2015-2019                 |                 | Frente Federal                                | 14,7 |        |                                                    |
| Ocampo 1 Diputado Mandato: 2015-2019                 |                 | P. S. Front.                                  | 13,2 |        |                                                    |
| San Blas de los Sauces 1 Diputado Mandato: 2015-2019 |                 | Frente del Pueblo                             | 41,0 | 1/1    | - Antonio Arsenio Sotomayor                        |
| San Blas de los Sauces 1 Diputado Mandato: 2015-2019 |                 | Convergencia Riojana                          | 28,9 |        |                                                    |
| San Blas de los Sauces 1 Diputado Mandato: 2015-2019 |                 | Un Sentimiento                                | 18,9 |        |                                                    |
| San Martín 1 Diputado Mandato: 2015-2019             |                 | Frente del Pueblo                             | 60,5 | 1/1    | - Danilo Adrián Flores                             |
| San Martín 1 Diputado Mandato: 2015-2019             |                 | Conducción Renovadora                         | 24,0 |        |                                                    |
| San Martín 1 Diputado Mandato: 2015-2019             |                 | Convergencia Riojana                          | 6,9  |        |                                                    |
| Sanagasta 1 Diputado Mandato: 2015-2017              |                 | Agrupación Política Municipal Nuevo Sanagasta | 55,4 | 1/1    | - Federico Sbíroli                                 |
| Sanagasta 1 Diputado Mandato: 2015-2017              |                 | Partido Social por el Bien Común              | 19,7 |        |                                                    |
| Sanagasta 1 Diputado Mandato: 2015-2017              |                 | Convergencia Riojana                          | 10,7 |        |                                                    |

## Controversias
Durante el conteo, la oposición declaró que no reconocería los resultados y denunció fraude electoral. Al finalizar la noche Martínez reconoció el resultado la noche del 6 de julio, lamentando que el entusiasmo "no les alcanzó" y declaró que los comicios habían sido limpios, aunque continuó afirmando que la situación electoral de la provincia era irregular.  Entre las denuncias que se realizaron, estaba la compra de votos, la entrega de dádivas, telegramas contradictorios, y la imposibilidad de algunos electores de emitir sufragio bajo el alegato de que "alguien ya votó por ellos". En el Departamento General Belgrano, donde el padrón electoral contabilizaba 6.407 ciudadanos habilitados para votar, pero supuestamente se registró una concurrencia de 7.148 votantes. Las denuncias continuaron a lo largo del año, y en septiembre, el diputado radical Walter Cruz llegó a declarar ante el programa Periodismo para todos que el gobierno provincial había ofrecido droga por votos en un colegio. A pesar de haber reconocido su derrota previamente, Martínez avaló las acusaciones de Cruz, reafirmando que en las elecciones se habían cometido todo tipo de fraudes, e incluso llegando a declarar que La Rioja era la provincia "con menor calidad institucional" del país. El candidato presidencial Sergio Massa, por un sector disidente del peronismo, declaró que buscaría volver a unir a la oposición en La Rioja para defender la institucionalidad de la provincia en caso de que el gobierno saliente de Beder Herrera intentara "avanzar" en contra de Cruz por sus declaraciones.